# Rostěnice-Zvonovice
Rostěnice-Zvonovice (en allemand : Rosternitz-Swohabitants en 2020.nowitz) est une commune du district de Vyškov, dans la région de Moravie-du-Sud, en République tchèque. Sa population s'élevait à 534 habitants en 2020.

## Géographie
Rostěnice-Zvonovice se trouve à 5 km au sud-sud-est du centre de Vyškov, à 27 km à l'est-nord-est de Brno et à 205 km à l'est-sud-est de Prague.
La commune est limitée par Luleč et Vyškov au nord, par Hlubočany à l'est, par Lysovice au sud-est, par Podbřežice au sud-ouest, et par Tučapy et Nemojany à l'ouest.

## Histoire
La première mention écrite du village date de 1131.

## Administration
La commune se compose de deux quartiers :
- Rostěnice
- Zvonovice